# Thelypteris brachypus
Thelypteris brachypus är en kärrbräkenväxtart som först beskrevs av Sod., och fick sitt nu gällande namn av R. M. Tryon och A. F. Tryon. Thelypteris brachypus ingår i släktet Thelypteris och familjen Thelypteridaceae. Inga underarter finns listade.